# Анафема Патріарха Тихона
Ана́фема Патріа́рха Ти́хона — придання анафемі та засудження злочинів та насилля, що здійснювалось проти церкви та людей керівниками та прибічниками більшовицької влади після жовтневого перевороту 1917 року.

## Передумови
У серпні 1917 року був відкритий перший за приблизно 200 років Помісний собор Православної російської церкви. Доки він готувався, внаслідок лютневої революції 1917 року, було повалено одноосібну царську владу.
Вже під час дебатів щодо відновлення посади патріарха всієї Росії стався жовтневий переворот 1917 року, внаслідок якого до владу у частині Росії прийшли більшовицькі керівники.
Враховуючи останні події Помісний собор прискорив свої рішення і 5 листопада 1917 року митрополита Московського Тихона (Бєллавіна) було обрано патріархом Моськовським і всієї Росії.
Патріарх Тихон дуже гостро сприйняв діяльність більшовицького уряду проти церкви та православних порядків. Рішучою і різкою реакцією на таку діяльність була публікація «Посланні святійшого Патріарха Тихона про анафемування тих, що чинять беззаконня, гонителів віри та православної церкви», що було видане 19 січня 1918 року за старим стилем. Оскільки Декретом Раднаркому від 26 січня 1918 року було визначено, що вслід за 30 січня 1918 року слідує одразу 14 лютого, то датою публікації прийнято вважати 1 лютого 1918 року.

## Зміст послання
У тексті анафеми міститься заклик до більшовиків зупинити криваві розправи над незгодними, забороняється їм приступати до Таїнств Христових та придаються анафемі усі, хто чинять безчинства та злочини проти людей та Бога. Також перелічуються злочини, які вони вчиняють та неправда, що розповідається народу. В кінці міститься заклик вступати в ряди «духовних борців» для боротьби з безбожниками.

## Реакція більшовицької влади
У відповідь на анафему влада видала Декрет Раднаркому про відокремлення Церкви від держави, який фактично позбавив усі релігійні організації прав юридичних осіб та права на майно.